# Departamento Corpen Aike
Das Departamento Corpen Aike liegt im Osten der Provinz Santa Cruz im Süden Argentiniens und ist eine der sieben Verwaltungseinheiten in der Provinz.
Es grenzt im Norden an das Departamento Magallanes, im Osten an den Atlantischen Ozean, im Süden an das Departamento Güer Aike und im Westen an das Departamento Lago Argentino.
Die Hauptstadt des Departamento Corpen Aike ist Puerto Santa Cruz.

## Bevölkerung

### Übersicht
Das Ergebnis der Volkszählung 2022 ist noch nicht bekannt. Bei der Volkszählung 2010 war das Geschlechterverhältnis mit 5.773 männlichen und 5.320 weiblichen Einwohnern unausgeglichen mit einem deutlichen Männerüberhang.
Nach Altersgruppen verteilte sich die Einwohnerschaft auf 3.128 Personen (28,2 %) im Alter von 0 bis 14 Jahren, 7.337 Personen (66,1 %) im Alter von 15 bis 64 Jahren und 628 Personen (5,7 %) von 65 Jahren und mehr.
Von der Einwohnerschaft waren 10.380 Personen oder 93,57 % in Argentinien und 713 Personen in anderen Ländern geboren. In Nachbarländern waren 678 Personen oder 6,11 % geboren (83 in Bolivien, 1 in Brasilien, 519 in Chile, 55 in Paraguay und 20 in Uruguay).  

### Bevölkerungsentwicklung
Das Gebiet ist sehr dünn besiedelt. Die Bevölkerungszahl ist seit 1960 stetig gestiegen. Die Schätzungen des INDEC gehen von einer Bevölkerungszahl von 15.617 Einwohnern per 1. Juli 2022 aus.
| Jahr | 1947  | 1960  | 1970  | 1980  | 1991  | 2001  | 2010   | 2022    |
| Einwohner                                                                                                | 3.825 | 3.556 | 4.144 | 5.555 | 7.045 | 7.942 | 11.093 | k. Ang. |
| Bevölkerungsentwicklung des Departements seit 1947; Quelle: Ergebnisse der Volkszählungen in Argentinien |       |       |       |       |       |       |        |         |

## Städte, Gemeinden und Lokalverwaltungen
Das Departamento besteht aus 
- der Gemeinde/Stadt Comandante Luis Piedra Buena
- der Gemeinde/Stadt Puerto Santa Cruz
- der Siedlung Puerto de Punta Quilla
- der Siedlung Río Chico